# 6e cérémonie des British Academy Film Awards
La 6e cérémonie des British Academy Film Awards, organisée par la British Academy of Film and Television Arts, s'est déroulée en 1953 et a récompensé les films sortis en 1952.

## Palmarès

### Meilleur film - toutes provenances
- Le Mur du son (The Sound Barrier)
  - L'Odyssée de l'African Queen (The African Queen)
  - Angels One Five
  - The Boy Kumasenu
  - Un amour désespéré (Carrie)
  - Casque d'Or
  - Pleure, ô pays bien-aimé (Cry, the Beloved Country)
  - Mort d'un commis voyageur (Death of a Salesman)
  - Les Feux de la rampe (Limelight)
  - Mandy
  - Miracle à Milan (Miracolo a Milano)
  - Los olvidados
  - Le Banni des îles (Outcast of the Islands)
  - Rashomon (羅生門)
  - Le Fleuve (The River)
  - Chantons sous la pluie (Singin' in the Rain)
  - Un tramway nommé Désir (A Streetcar Named Desire)
  - Viva Zapata ! (Viva Zapata!)

### Meilleur film britannique
- Le Mur du son (The Sound Barrier)
  - Angels One Five
  - Pleure, ô pays bien-aimé (Cry, the Beloved Country)
  - Mandy
  - Le Banni des îles (Outcast of the Islands)
  - Le Fleuve (The River)

### Meilleur acteur
Nouvelle catégorie.
- Meilleur acteur britannique :
  - Ralph Richardson pour le rôle de John Ridgefield dans Le Mur du son (The Sound Barrier)
    - Laurence Olivier pour le rôle de George Hurstwood dans Un amour désespéré (Carrie)
    - Alastair Sim pour le rôle du Capitaine William Paris dans Folly to Be Wise
    - Jack Hawkins pour le rôle de Searle dans Mandy
    - James Hayter pour le rôle de Samuel Pickwick dans The Pickwick Papers
    - Nigel Patrick pour le rôle de Tony Garthwaite dans Le Mur du son (The Sound Barrier)

- Meilleur acteur étranger :
  - Marlon Brando pour le rôle d'Emiliano Zapata dans Viva Zapata ! (Viva Zapata!)
    - Humphrey Bogart pour le rôle de Charlie Allnutt dans L'Odyssée de l'African Queen (The African Queen)
    - Fredric March pour le rôle de Willy Loman dans Mort d'un commis voyageur (Death of a Salesman)
    - Pierre Fresnay pour le rôle de Thomas Gourvennec dans Dieu a besoin des hommes
    - Francesco Golisano pour le rôle de Totò dans Miracle à Milan (Miracolo a Milano)

### Meilleure actrice
Nouvelle catégorie.
- Meilleure actrice britannique :
  - Vivien Leigh pour le rôle de Blanche Dubois dans Un tramway nommé Désir (A Streetcar Named Desire)
    - Ann Todd pour le rôle de Susan Garthwaite dans Le Mur du son (The Sound Barrier)
    - Celia Johnson pour le rôle de Matty Matheson dans I Believe in You
    - Phyllis Calvert pour le rôle de Christine dans Mandy

- Meilleure actrice étrangère :
  - Simone Signoret pour le rôle de Marie, dite « Casque d'Or » dans Casque d'Or
    - Nicole Stéphane pour le rôle d'Élisabeth dans Les Enfants terribles
    - Judy Holliday pour le rôle de "Florrie" Keefer dans The Marrying Kind
    - Edwige Feuillère pour le rôle de Mademoiselle Julie dans Olivia
    - Katharine Hepburn pour le rôle de Pat Pemberton dans Mademoiselle Gagne-Tout (Pat and Mike)

### Meilleur film documentaire
- Highlights of Farnborough 1952 de Peter de Normanville
  - Le Mans 1952 de Bill Mason
  - Fishermen of Negombo
  - Journey into History d'Alexander Shaw et John Taylor
  - The Open Window
  - Rig 20 de David Villiers et Ronald H. Riley
  - La Terre, cette inconnue (Nature's Half Acre) de James Algar
  - Cochons aérodynamiques (Den strømlinede gris) de Jørgen Roos
  - Ocean Terminal de J. B. Holmes
  - Opera School de Gudrun Parker

### Film Special Awards
- Animated Genesis
  - A Phantasy – Norman McLaren •  Canada
  - The Angry Boy •  États-Unis
  - Balance 1950
  - Basic Principles of Lubrication
  - The Carlsen Story
  - Demonstrations on Perception •  États-Unis
  - Machining of Metals
  - The Moon
  - Organisation of the Human Body
  - The Stanlow Story
  - To the Rescue – Ronald Weyman •  États-Unis

### United Nations Awards
- Pleure, ô pays bien-aimé (Cry, the Beloved Country)
  - Los olvidados
  - Voisins (Neighbours)

### Meilleur nouveau venu dans un rôle principal
Récompense les jeunes acteurs dans un rôle principal.
Nouvelle catégorie.
- Claire Bloom pour le rôle de Terry dans Les Feux de la rampe (Limelight)
  - Dorothy Alison pour le rôle de Miss Stockton dans Mandy
  - Mandy Miller pour le rôle de Mandy Garland dans Mandy
  - Dorothy Tutin pour le rôle de Cecily Cardew dans Il importe d'être Constant (The Importance of Being Earnest)

## Récompenses et nominations multiples

### Nominations multiples
Films
6 : Mandy
5 : Le Mur du son
3 : Pleure, ô pays bien-aimé
2 : L'Odyssée de l'African Queen, Angels One Five, Un amour désespéré, Casque d'Or, Mort d'un commis voyageur, Les Feux de la rampe, Miracle à Milan, Los olvidados, Le Banni des îles, Le Fleuve, Un tramway nommé Désir, Viva Zapata !
Personnalités
Aucune

### Récompenses multiples
Légende : Nombre de récompenses/Nombre de nominations
Films
3 / 5 : Le Mur du son
Personnalités
Aucune

### Le grand perdant
0 / 6 : Mandy